# Jean-Frédéric Phélypeaux de Maurepas
Jean Frédéric Phélypeaux, Greve af Maurepas (1701 - 21. september 1781) var en fransk minister. 
Behændig og uden skrupler lykkedes det ham, der var søn af en embedsmand, at nå frem til at blive marineminister allerede 1723; han gjorde nogle forsøg på at forbedre flåden, men fik især betydning ved sin indflydelse på udenrigspolitikken, hvor han var ivrig talsmand for deltagelsen i den østrigske arvefølgekrig. Nogle epigrammer mod madame de Pompadour bragte ham i unåde, men ved Ludvig XVI's tronbestigelse 1774 blev han førsteminister. Han bidrog til Turgots udnævnelse til minister; men da denne begyndte sin store reformvirksomhed, vendte Maurepas sig mod ham og opnåede støttet af hoffet at få ham styrtet 1776. Derefter overdrog han finansernes ledelse til Necker, men også dennes reformforsøg forfærdede ham, så han satte sin indflydelse ind på at styrte ham, hvilket også lykkedes i maj 1781. Nogle måneder efter døde Maurepas. Hans indflydelse havde været betydelig, men lidet heldig.